# Битва при Кластидии
Битва при Кластидии произошла в 222 году до н. э. между римлянами и галльским племенем инсубров.
Галлы напали на римское поселение Кластидий (ныне Кастеджо). Римлянами командовал консул Марк Клавдий Марцелл, который вступил в поединок с галльским царём и убил его, завоевав spolia opima (доспехи, снятые с предводителя вражеского войска предводителем римского войска после личного поединка). После сражения римляне смогли захватить галльский город Медиолан (Милан), который отныне стал принадлежать римлянам.
Известно, что римский поэт Невий посвятил этому сражению не дошедшую до нас пьесу «Кластидий», прославлявшую Метелла. В благодарность за победу римляне поднесли Дельфийскому оракулу большую чашу для вина.